# Innocent Girl
《Innocent Girl》是FrontWing於2014年2月28日發售的戀愛冒險類型成人遊戲，2017年1月27日發售DVDPG。DMM.com於2015年2月20日獨家販售DL版。

## 故事
七海航因為父親突然要到國外工作而被迫轉學到採用住宿制的久里咲藝術學園，並且搬進學園的宿舍「夢想莊」（ドリーム荘），開始展開與其他女生們的同居新生活。

## 角色

### 主要角色
七海航（聲優：藍川珪）
本作的男主角。久里咲藝術學園的二年級學生。過去曾出道文學創作詩集，筆名是。
綾代篝（聲優：桃井莓）
身高：150cm，三圍：B77（C）/W50/H75，生日：10月25日，血型：AB型
航的同學，專修藝術學科繪畫課的特招生。很少說話。對畫畫以外事沒興趣。
七海雛子（聲優：小倉結衣）
身高：158cm，三圍：B86（E）/W56/H85，生日：9月6日，血型：B型
航小一歲的義妹。專修音樂學科聲樂課。喜歡唱歌也有重度兄控，夢想能成為哥哥的新娘和成為歌手。
御堂小乃香（聲優：ヒマリ）
身高：160cm，三圍：B90（F）/W58/H88，生日：10月22日，血型：A型
航的同學和青梅竹馬。專修藝術學科立體造型課。從小時候就與航都一直同校，直到一年半前才各自就讀不同學校。
逢坂鼎（聲優：御苑生芽衣）
身高：169.99cm，三圍：B95（G）/W63/H89，生日：8月1日，血型：B型
航的學姊。專修文藝學科專業寫作課。從事寫官能小說工作。

### 其他角色
天衣莓（聲優：Miru）
久里咲藝術學園的理事長，年齡不詳，身穿女性裝扮的偽娘。認識航已有數年之久，十分喜歡他並且展開積極追求。
御堂莉乃（聲優：桃也みなみ）
小乃香的母親，夢想莊的宿舍長，過去曾是有名的藝術家。不擅長去做藝術已外的事，家事都是交給女兒來做。

## 主題曲
片頭曲「Art as ♡」
作詞、主唱：KOTOKO，作曲、編曲：藤田淳平
七海雛子片尾曲「First Song」
作詞：，作曲、編曲：松本文紀，主唱：
片尾曲「Everlasting Memories
作詞：桑島由一，作曲、編曲：ARM，主唱：Ayumi.

## 相關商品
FrontWing於2014年2月28日發售的原聲帶CD，收錄包含19首遊戲的BGM和三首歌曲共26首。
FrontWing於2014年8月29日發售的設定集。

## 外部連結
- 官方網站 （页面存档备份，存于）（日語）